# Volkersdorf (Jetzendorf)
Volkersdorf, bis 1971 Sitz der gleichnamigen selbstständigen Gemeinde, ist ein Kirchdorf und Ortsteil der Gemeinde Jetzendorf im oberbayerischen Landkreis Pfaffenhofen an der Ilm.

## Geographische Lage
Volkersdorf liegt links der Ilm in der Flussaue und am rechten Unterhang.

## Geschichte
Eine Kirche in Volkersdorf gab es sicher schon vor 1400, denn Chor und Turm der katholischen Filialkirche St. Vitus wurden in der ersten Hälfte des 14. Jahrhunderts errichtet. Die verputzte Saalkirche mit leicht eingezogenem Polygonalchor mit Strebepfeilern und nördlichem Chorflankenturm wurde 1702 barock überformt und 1848 verlängert. Sie ist das einzige Baudenkmal des Ortes. 
Mit der Hofmark Jetzendorf war Volkersdorf von 1345 bis 1848 verbunden. 
Seit dem Jahr 1818 war Volkersdorf durch das zweite bayerische Gemeindeedikt Sitz einer Ruralgemeinde (ab 1835: Landgemeinde). Am 1. Januar 1971 wurde die bis dahin selbstständige Gemeinde mit ihren Ortsteilen – den Dörfern Eck und Prielhof sowie den Einöden Grubhof, Kremshof und Thalhof – nach Jetzendorf eingegliedert.